# ヨセフ族
ヨセフ族（ヨセフぞく）はイスラエルの12部族のうちの一つであり、ヨセフ族はエフライム族とマナセ族の二つの半部族に分離して、両方とも北イスラエル王国に属した。

## 歴史
ヨセフが自分の子供、マナセとエフライムを父ヤコブのもとにつれてきた時に、2二人の子供について祝福を受けさせて、将来について祈ってもらった。
後に、マナセ族とエフライム族という2つの半部族に分かれ各々が1つの部族として独立していったため、ヨセフ族という名称は用いられなくなった。このため、この2部族をイスラエルの12部族の中に加え、代わってレビ族とヨセフ族を12部族から除外することが多い。
ヨハネの黙示録に神によって額に印を押されたイスラエルの12部族の中に、ヨセフ族が12部族の一つとして数えられている。